# Szabó László (politikus)
 Szabó László (Budapest, 1970. február 16. –) egykori diákvezető, politikus (Fidesz), főiskolai tanár.

## Életpályája
A Budapesti Műszaki Egyetem Közlekedésmérnöki Karán és az Államigazgatási Főiskolán szerzett diplomát. 1994 és 1995 között a Hallgatói Önkormányzatok Országos Szövetsége (HÖKOSZ) elnöke. A Bokros-csomag és a tandíj elleni hallgatói tiltakozások és tüntetések egyik vezetője volt. 1995 októberében, egy nagy diáktüntetés közben Horn Gyula miniszterelnökkel megállapodott egy csökkentett tandíj bevezetéséről és a hallgatói juttatások emeléséről. Az ún. „Horn-Szabó paktum” aláírása után megtartott rendkívüli HÖKOSZ-közgyűlésen nem kapott támogatást a megállapodás, így – elnökségével együtt – lemondott tisztségéről.
1999 és 2002 között az Ifjúsági és Sportminisztérium (ISM) helyettes államtitkára volt. 2002-ben Schmitt Pál budapesti főpolgármester-jelölt kampányfőnöke, majd a fővárosi Fidesz-MKDSZ frakció kabinetfőnöke. 2006-ban a Fidesz országgyűlési választási kampányának kommunikációs igazgató-helyettese.
2007 márciusától a Magyar Televízió Közalapítvány, majd 2009 júliusától a Hungária Televízió Közalapítvány  kuratóriumi elnökségének Fidesz által delegált tagja.
2009 júniusától a Budapesti Egyetemi Atlétikai Club (BEAC) elnökségi tagja.
A Budapesti Kommunikációs Főiskolán és a Budapesti Gazdasági Főiskolán adjunktus, tanár, emellett üzletember volt.
2011 januárjától a Médiaszolgáltatás-támogató és Vagyonkezelő Alap (MTVA) tanácsadója, 2011 márciusától kommunikációs igazgatója. 2012. január 3-án közös megegyezéssel távozott a posztról.
A Fogyatékosok Országos Diák- és Szabadidősport Szövetségének (Fodisz) elnöke. 2015. július 6-a óta, Gömöri Zsolt távozása óta a Magyar Paralimpiai Bizottság elnöke. 2019 májusától 2023. márciusáig a Magyar Sakkszövetség elnöke.

## Külső hivatkozások
- Szabó László honlapja